# Kali Roses
Kali Roses (Los Ángeles, California; 16 de enero de 1996) es una actriz de cine pornográfico estadounidense y modelo para adultos. Comenzó su carrera como modelo en el año 2016.

## Biografía
Roses tiene ascendencia irlandesa e italiana.

### Carrera
Kali ha actuado en el porno desde 2016. Es una intérprete contratada exclusiva para MindGeek.
Kali comenzó a trabajar en la industria del entretenimiento para adultos como modelo de cámara web a través del sitio de cámaras para adultos Chaturbate. Kali filmó sus primeras escenas de porno en mayo de 2016 para el popular sitio porno Twistys. A partir de 2017, Kali comenzó a protagonizar una gran cantidad de deslumbrantes escenas de porno para las prominentes redes porno Mofos, Team Skeet, Digital Playground, Brazzers, Girlsway y Reality Kings.
Un momento histórico en la carrera de cine para adultos de Kali ocurrió en noviembre de 2017, cuando firmó un contrato exclusivo de actuación de seis meses con la empresa pornográfica MindGeek.

## Filmográfia
1. Don't Make Me Wait (2016)
2. One Isn't Enough (2016)
3. Sexy Sparkles (2016)
4. Tell Me What You Like (2016)
5. Bad Ass Babe Gets Her Throat Poked 
(2017)
6. Breaking and Entering Lesbian Couple (2017)
7. Every Rose Has Her G Spot (2017)
8. Flixxx: Catgirl Crawl (2017)
9. Hey Big Spender (2017)
10. Kali Roses Anal Scene (2017)
11. Kali Roses BoyGirl Sex Scene (2017)
12. Kali Roses Has Dick for Dinner (2017)
13. Kali Roses Takes on J Mac (2017)
14. Sexually Preparing My Stepdaughter (2017)
15. Skinny Dipping (2017)
16. Smoke Em Out (2017)
17. Strap-On Stories: Strapped By My Sister (2017)
18. Why She Likes To Bike (2017)
19.I Know That Girl (TV Series) (2017)
20. She's New! (TV Series) (2017)
21. Don't Break Me (TV Series) (2017)
22. Girls Gone Pink (TV Series) (2017)
23. Share My BF (TV Series) (2018)
24. Mommy's Girl (TV Series) (2018)
25. Skinny Dipping (2018)
26. Teens Love Huge Cocks (TV Series) (2018)
27. Dirty Masseur (TV Series) (2018)
29. We Live Together (TV Series) (2018)
30. Dare Dorm (TV Series) (2017-2018)
31. RK Prime (TV Series) (2018)
32. Monsters of Cock (TV Series) (2018)
33. Hot and Mean (TV Series) (2018)
34. Moms Bang Teens (TV Series) (2018)
35. Already In Trouble (2018) Beautiful Kali Roses Rides
36. Huge Meat of Mandingo (2018)
37. Black Bred (2018)
38. Blonde GF Loves Big Dick (2018)
39. Blonde Threesome Competition (2018)
40. Call You Tomorrow (2018)
41. Checkmating With Kali Roses (2018)
42. Cleaning His Cock (2018)
43. Cocksicle Taste Test (2018)
44. College Girl Confessions (2018)
45. Cup Of Sugar (2018)
46. Family Business (2018)
47. Flixxx: Moving Day Lay (2018)
48. Flixxx: One Last Time (2018)
49. Flixxx: Play With Fire, Get Burned (2018)
50. Girlfriend Gone Wild (2018)
51. Girls Gone Pink 3 (2018)
51. Gym Prankers (2018)
52. Handy Fuck (2018)
53. Her Irresistible Sister (2018)
54. Hottie Orders Monster Cock (2018)
55. Just A Regular Massage (2018)
56. Kali Is Open For Big Black Cock (2018)
57. Kali Wants His Attention (2018)
58. Kali-Fornication (2018)
59. Keep The Xmas Lights Tied On (2018)
60. Little Blonde Bounce (2018)
61. Manic 2 (2018)
62. MOFOs Lab (2018)
63. Monsters of Cock 75 (2018)
64. My Daughter The Babysitter (II) (2018)
65. New Years Club (2018)
66. Nubile New Year (2018)
67. Pants Prank Gone Wrong (2018)
68. Panty Sniffing Stepdaughter (2018)
69. Passing Me Around (2018)
70. Sapphic When Wet (2018)
71. Share My Boyfriend 9 (2018)
72. Skinny Dipping (2018)
73. Slumber Games (2018)
74. Slut Puppies 13 (2018)
75. Smashing Teen Pussy 3 (2018)
76. Sofia Moon and Kali Roses - POV (2018)
77. Hussie Auditions (TV Series) (2019)
78. Sneaky Sex (TV Series) (2018-2019)
79. Nympho (TV Series) (2019)
80. Moms Lick Teens (TV Series) (2018-2019)
81. Girlsway Originals (TV Series) (2019)
82. Web Young (TV Series) (2019)
83. Taco Tuesday (II) (2019)
84. Taking One For The Team (II) (2019)
85. Throat Massage with Kali (2019)
86. Tiny Instance Of Infidelity (2019)
87. Try This Stepsis Cooch On For Size (2019)
88. Turndown Service: Episodio 1 (2019)
89. White Girls Love Asian Cock (2019)
90. Wrong Number, Right Girl (2019)

### Reconocimientos
- AVN Award 2018 Nominee: Best Virtual Reality Sex Scene for Hey Big Spender (2017).[4]
- AVN Award 2019 Nominee: Best Oral Sex Scene for Bad Ass Babe Gets Her Throat Poked (2017)
- Inked Awards 2018 Nominee: Starlet of the Yea

Además, fue el premio Twistys del mes de mayo de 2016.